# IF-Stahl
Ein IF-Stahl hat nur sehr geringe Gehalte an interstitiell eingelagerten Legierungselementen wie Kohlenstoff oder Stickstoff. Dadurch wird die Entstehung sogenannter Cottrell-Wolken verhindert, die die Versetzungsbewegung und damit die plastische Verformung behindern. IF-Stähle sind sehr weich und haben sehr gute Umformeigenschaften. Sie werden vor allem für komplizierte Tiefziehteile im Automobilbau eingesetzt. Die Abkürzung IF steht für Interstitial Free (interstitiellfrei).
Die IF-Stähle werden in die Kategorie ULC-Stahl eingeteilt. Das Kürzel ULC kennzeichnet den typisch geringen Kohlenstoffgehalt solcher Stähle (ULC = Ultra Low Carbon):
Der niedrige Gehalt an Kohlenstoff (C) und Stickstoff (N) wird durch eine Entkohlungsbehandlung der Stahlschmelze im Vakuum vor dem Vergießen erzielt. Die verbleibenden C- und N-Atome werden durch Legieren mit Titan oder Niob in Carbiden und Nitriden gebunden und scheiden sich spätestens während des langsamen Abkühlens nach der letzten Warmumformung aus.
Außerdem gibt es höherfeste IF-Stähle. Die gewünschte und gesteigerte Festigkeit wird durch Mischkristallverfestigung sowie durch das bewusste Zulegieren von Phosphor, Silizium und Mangan erreicht. Phosphor ist an der Mischkristallverfestigung maßgeblich beteiligt, schon 0,01 Massenprozent können zu einer Erhöhung der Streckgrenze um ca. 8 MPa führen.
Die höherfesten IF-Stähle werden z. B. mit HX180YD, HX220YD, HX260YD bezeichnet. Der Zahlenwert gibt jeweils die Streckgrenze in N/mm² an. Diese Stähle sind in der EN 10346 Kontinuierlich schmelztauchveredelte Flacherzeugnisse aus Stahl – Technische Lieferbedingungen definiert.